# Omicidio di Hind Rajab
Hind Rami Iyad Rajab (in arabo هند رامي إياد رجب‎?; 3 maggio 2018 - 29 gennaio 2024) è stata una bambina palestinese di 5 anni, residente nella Striscia di Gaza, uccisa dall'esercito israeliano durante l'invasione di Gaza insieme ad altri sei membri della sua famiglia e due paramedici accorsi in suo aiuto.
Hind e la sua famiglia stavano tentando di fuggire da Gaza, quando il loro veicolo è stato bombardato e gli zii e i tre cugini della bambina hanno perso la vita. 
Hind e una sua cugina sono sopravvissute al bombardamento e sono prontamente riuscite a contattare la Mezzaluna Rossa Palestinese per chiedere aiuto, denunciando di essere state attaccate da un carro armato israeliano. Di lì a poco anche la cugina è stata uccisa, costringendo Hind a rimanere nascosta per ore da sola nell'automobile, come testimonia la registrazione della telefonata pubblicata successivamente dalla Mezzaluna Rossa Palestinese. 
Effettivamente è stata inviata un'ambulanza, ma il 10 febbraio seguente sia Hind Rajab che i paramedici giunti in suo soccorso sono stati trovati assassinati a seguito di un ulteriore attacco israeliano. 
Israele ha messo in discussione la veridicità della ricostruzione dei fatti, negando la presenza di truppe nella zona. Tuttavia, grazie a prove visive e immagini satellitari, le indagini condotte da giornalisti del Washington Post e di Sky News hanno portato alla conclusione che non solo numerosi carri armati israeliani erano presenti nella zona, ma che uno di essi era arrivato a sparare 335 colpi contro l'auto dove si trovavano Hind Rajab e la sua famiglia, nonostante l'operatore del carro armato fosse perfettamente in grado di vedere che all'interno del veicolo si trovavano civili, tra cui bambini.
Le ulteriori indagini di Forensic Architecture hanno confermato che un carro armato israeliano aveva similmente fatto fuoco contro l'ambulanza arrivata in soccorso di Hind. 
Durante le proteste in supporto della Palestina, alcuni studenti hanno ribattezzato le aule universitarie occupate in onore della bambina, come la Hind's Hall alla Columbia University, per attirare l'attenzione dell'opinione pubblica sul suo assassinio.
A distanza di un anno, la Fondazione Hind Rajab ha presentato una denuncia per crimini di guerra alla Corte penale internazionale (CPI) dell'Aia, chiedendo che siano accertate le responsabilità per l’uccisione di Hind, della sua famiglia e di due paramedici. 
La denuncia indica come responsabile il tenente colonnello Beni Aharon, all’epoca comandante della 401ª brigata corazzata dell’esercito israeliano, accusandolo di aver ordinato l’attacco che ha causato la strage. La Fondazione sostiene che la brigata sotto il comando di Aharon avrebbe deliberatamente aperto il fuoco contro il veicolo della famiglia di Hind e avrebbe successivamente preso di mira l'ambulanza inviata per soccorrere la bambina.